# Tel Anafa
Tel Anafa (hebreiska: תל אנפה) är en kulle i Israel.   Den ligger i distriktet Norra distriktet, i den norra delen av landet. Toppen på Tel Anafa är 78 meter över havet.
Terrängen runt Tel Anafa är lite bergig. Runt Tel Anafa är det tätbefolkat, med 659 invånare per kvadratkilometer. Närmaste större samhälle är Qiryat Shemona, 7,9 km väster om Tel Anafa. Trakten runt Tel Anafa består till största delen av jordbruksmark.